# عزب (فیلم)
عزب (به انگلیسی: The Bachelor) فیلمی محصول سال ۱۹۹۹ به کارگردانی گری سینیور است. در این فیلم کریس اودانل و رنی زلوگر و آرتی لانگی و بروک شیلدز، اد اسنر، هال هالبروک، پیتر اوستینوف، ماریا کری، جیمز کرامول، مارلی شلتن، کاترین تون، استیسی ادواردز، سارا سیلورمن و جنیفر اسپوزیتو بازی کردند.

## خلاصه داستان
جیمی شانون (کریس اودانل) با نامزد خود آنی (رنی زلوگر) دچار مشکل شده و حالا آنها می‌خواهند بدون هم زندگی کنند پس از مدتی ثروت عظیمی به جیمی به ارث می‌رسد و شرطی برای آن وجود دارد و آن این است که جیمی باید برای رسیدن به ثروت حتماً ازدواج کند او چندین روز برای یافتن همسر مناسب تلاش می‌کند ولی کسی را پیدا نمی‌کند.
در نهایت یکی ازدوستان او با دادن آگهی در روزنامه از زنان مجرد می‌خواهد درصورت تمایل به کلیسا مراجعه کند وجیم ازهمه جا بی‌خبر خود را در محاصره تعداد زیادی از زنان می‌بیند که همه با لباس عروس او را محاصره کرده‌اند و بر سر او دعوا می‌کنند در نهایت آنی تصمیم به بازگشت می‌گیرد و این خبر جیم را خوشحال می‌کند.